# 埃普瑟姆 (明尼蘇達州)
埃普瑟姆（英語：Epsom）是位於美國明尼蘇達州賴斯縣里奇蘭鎮區的一個非建制地區。

## 地理
埃普瑟姆所處的海拔為高於海平面341米（即1119英呎），而該地所採用的時區為UTC-6，即北美中部時區（CST）。同時該地設有夏令時間，為UTC-6調快一小時，即UTC-5（CDT）。